# Maltby (Lincolnshire)
Maltby – osada w Anglii, w hrabstwie Lincolnshire, w dystrykcie East Lindsey. Leży 36 km na wschód od Lincoln i 204 km na północ od Londynu.